# Brahmina tuberculifrons
Brahmina tuberculifrons är en skalbaggsart som beskrevs av Moser 1926. Brahmina tuberculifrons ingår i släktet Brahmina och familjen Melolonthidae. Inga underarter finns listade.